# 亚宾
亚宾是奥地利布尔根兰州上瓦特县的一个市镇。总面积7.78平方公里，总人口742人，人口密度95.4人/平方公里（2001年）。